# Fear and Loathing in Las Vegas (película)
Fear and Loathing in Las Vegas (Miedo y asco en Las Vegas en España, Pánico y locura en Las Vegas en Hispanoamérica) es una película estadounidense de comedia negra de 1998 coescrita y dirigida por Terry Gilliam, y protagonizada por Johnny Depp y Benicio del Toro. Es la adaptación cinematográfica del libro Miedo y asco en Las Vegas, escrito por Hunter S. Thompson en 1971.
La película fue un fracaso de taquilla, recaudando 10,6 millones de dólares en la taquilla estadounidense, muy por debajo de su presupuesto total de 18,5 millones. Asimismo, recibió críticas variadas por parte de la prensa especializada. No obstante, la cinta se ha convertido en una película de culto debido en gran parte a su lanzamiento en DVD, incluida una edición especial lanzada por The Criterion Collection.

## Argumento
Un descapotable rojo atraviesa el desierto, en algún lugar cerca de Las Vegas. Sus ocupantes son el periodista Raoul Duke (Johnny Depp) y su abogado, el inestable y misterioso Dr. Gonzo (Benicio del Toro). El maletero del coche es una auténtica farmacia: dos bolsas de marihuana, 75 pastillas de mescalina, cinco hojas de ácido y muchas otras sustancias. Conducen a máxima velocidad, alucinando un ataque de estridentes murciélagos y tratando de evitar las noticias de la guerra de Vietnam en la radio. Enviados por un editor a cubrir una carrera de motos en el desierto, se refuerzan con tantas sustancias alucinógenas como pueden encontrar para iniciar su viaje al corazón de la decadencia de los Estados Unidos. Rebosantes de energía sintética, se pierden la carrera y se van metiendo en un lío tras otro, con la aparición de toda una serie de extraños personajes.

## Reparto
- Johnny Depp como Raoul Duke.
- Benicio del Toro como Dr. Gonzo.
- Tobey Maguire como el autoestopista.
- Ellen Barkin como la camarera en el North Star Cafe.
- Gary Busey como el policía de la autopista.
- Christina Ricci como Lucy.
- Mark Harmon como el reportero de la revista Mint 400.
- Cameron Diaz como Felycia McCarthney, la rubia reportera de TV.
- Katherine Helmond como la recepcionista del Hotel Mint.
- Michael Jeter como L. Ron Bumquist
- Penn Jillette como el anunciador en la feria.
- Craig Bierko como Lacerda.
- Lyle Lovett como la persona en la carretera.
- Flea como el hippie.
- Christopher Meloni como Sven, empleado del Hotel Flamingo.
- Harry Dean Stanton como el juez.
- Troy Evans como el jefe de policía.
- Debbie Reynolds como ella misma (papel de voz).
- Jenette Goldstein como Alice la camarera.
- Verne Troyer como el camarero pequeño.
- Gregory Itzin como el oficinista del Hotel Mint.

Hunter S. Thompson también tiene un breve cameo en la película, cuando Duke tiene un flashback a un club de música de San Francisco, The Matrix, donde Thompson puede ser visto sentado a una mesa; en ese momento el personaje de Depp relata su monólogo interior y dice: «Ahí estaba yo... ¡Madre de Dios, aquí estoy! ¡Mierda!».

## Banda sonora
La banda sonora contiene las canciones con fragmentos de sonido de la película antes de cada canción. La mayoría de la música es de la época, con unas pocas excepciones; una de ellas es la interpretación de Dead Kennedys de la canción "Viva Las Vegas" (que se escucha en el final de los créditos de cierre); las otras canciones que no son de la época son "Tammy", de Debbie Reynolds, y "Magic Moments", de Perry Como. "Somebody to Love", de Jefferson Airplane, se oye durante un flashback, pero no está presente en la banda sonora. La canción de los Rolling Stones "Jumpin' Jack Flash" se escucha en el final de la película cuando Thompson conduce fuera de Las Vegas.
Gilliam no podía pagar $300.000 (la mitad del presupuesto de la banda sonora) por los derechos de "Sympathy for the Devil", de los Rolling Stones, que desempeña un papel prominente en el libro. La versión de The Lennon Sisters de la canción "My Favorite Things" (de The Sound of Music), que se escucha en el principio de la película, no se incluyó en la banda sonora.

### Lista de canciones
| N.º | Título                                                    | Interpretado por                    | Duración |  |
| 1.  | «Combination of the Two»                                  | Big Brother and the Holding Company | 5:47     |  |
| 2.  | «One Toke Over the Line»                                  | Brewer & Shipley                    | 3:43     |  |
| 3.  | «She's a Lady»                                            | Tom Jones                           | 2:53     |  |
| 4.  | «For Your Love»                                           | The Yardbirds                       | 2:36     |  |
| 5.  | «White Rabbit»                                            | Jefferson Airplane                  | 3:13     |  |
| 6.  | «A Drug Score - Part 1 (Acid Spill)»                      | Tomoyasu Hotei & Ray Cooper         | 0:52     |  |
| 7.  | «Get Together»                                            | The Youngbloods                     | 5:41     |  |
| 8.  | «Mama Told Me Not to Come»                                | Three Dog Night                     | 3:51     |  |
| 9.  | «Stuck Inside of Mobile with the Memphis Blues Again»     | Bob Dylan                           | 7:27     |  |
| 10. | «Time Is Tight»                                           | Booker T. & the MG's                | 3:29     |  |
| 11. | «Magic Moments»                                           | Perry Como                          | 3:04     |  |
| 12. | «A Drug Score - Part 2 (Adrenochrome, the Devil's Dance)» | Tomoyasu Hotei & Ray Cooper         | 2:27     |  |
| 13. | «Tammy»                                                   | Debbie Reynolds                     | 3:03     |  |
| 14. | «A Drug Score - Part 3 (Flashbacks)»                      | Tomoyasu Hotei & Ray Cooper         | 2:26     |  |
| 15. | «Expecting to Fly»                                        | Buffalo Springfield                 | 4:17     |  |
| 16. | «Viva Las Vegas»                                          | Dead Kennedys                       | 3:23     |  |
| 17. | «Somebody to Love»                                        | Jefferson Airplane                  | 3:13     |  |

## Influencia en otros medios
- La canción "Bat Country", de la banda Avenged Sevenfold, fue inspirada por la película.[11]
- El videoclip de la canción "No Worries", del rapero Lil Wayne, está basado en esta película.[cita requerida]
- Fear, and Loathing in Las Vegas es una banda japonesa de electronicore formada en el año 2008.[12]
- Esta película es referenciada en la serie animada de televisión Los Simpson, en el episodio "Viva Ned Flanders", correspondiente a la décima temporada del programa, cuando en un momento dado, aparecen dos personas inmundas en un descapotable de color rojo, de camino a Las Vegas, siendo estos dos los protagonistas del filme.